# إدريس الشرايبي
إدريس الشرايبي (15 يوليو 1926 – 1 أبريل 2007) هو كاتب وروائي مغربي، يكتب بالفرنسية، ألّف نحو عشرين رواية خلال مسيرة امتدت أربعة عقود، تُرجمت إلى الإنجليزية والعربية والإيطالية والألمانية والروسية. كان يعتبر نفسه فوضويًّا، وتعالج أعماله قضايا الهجرة، والنظام الأبوي، وصدام الثقافات، والصراع بين الأجيال.

## النشأة
وُلد إدريس الشرايبي في 15 يوليو 1926 في مدينة الجديدة، الحماية الفرنسية على المغرب وسط عائلة من التجار، التحق بدايةً بالمدرسة القرآنية قبل أن ينتقل إلى مدرسة محمد جسوس في الرباط، وبعدما أتمّ تعليمه الابتدائي، تابع دراسته في ثانوية ليوطي بالدار البيضاء، ثم سافر إلى باريس سنة 1946 ليدرس الكيمياء والطب النفسي، حيث حصل على شهادة مهندس كيميائي سنة 1950. بعد حصوله على شهادته، تخلى عن مجال العلوم قبل إتمام درجة الدكتوراه. وبدلًا من ذلك، عمل في سلسلة من الوظائف المتفرقة قبل أن يتجه إلى الأدب والصحافة، أنجز برامج لإذاعة فرنسا الثقافية، وارتاد مجالس الشعراء، ودرّس الأدب المغاربي في جامعة لافال بمدينة كيبك، وتفرغ للكتابة.

## مسيرته الأدبية
أصدر روايته الأولى الماضي البسيط سنة 1954، والتي أثارت جدلًا واسعًا في المغرب بسبب تصويرها تمرّد شاب على المجتمع التقليدي، كما قوبلت روايته الثانية الماعز التي نُشرت سنة 1955 بانتقاد شديد في فرنسا لأنها شكّلت هجومًا لاذعًا على معاملة المهاجرين المغاربيين في فرنسا. جعلته كتاباته الموالية، خصوصًا البوليسية منها، كاتبًا مشهورًا في العالم بأسره.

## حياته الشخصية
في عام 1955، تزوج من كاثرين بيركل، ورُزق منها بخمسة أبناء. وفي عام 1978، تزوج مجددًا من شينا ماكالين، وهي اسكتلندية، وأنجب منها أيضًا خمسة أبناء.

## أعماله
- 1954: الماضي البسيط
- 1955: الماعز
- 1958: من جميع الآفاق
- 1962: النجاح المفتوح
- 1967: سيأتي صديق لرؤيتكم
- 1972: الحضارة أمي
- 1975: ميت في كندا
- 1981: تحقيق في بلد
- 1982: أم الربيع
- 1986: ولادة عند الفجر
- 1991: المفتش علي
- 1995: رجل الكتاب
- 1995: المفتش علي في جامعة ترينتي
- 1996: المفتش علي والاستخبارات المركزية الأمريكية
- 1998: قرأ وشوهد وسمع
- 2001: العالم جانبا
- 2004: الرجل الذي أتى من الماضي

## جوائز
نال إدريس الشرايبي جوائز عديدة عن أعماله أبرزها: 
- 1973: جائزة إفريقيا المتوسطية
- 1981: جائزة الصداقة الفرنكوعربية
- جائزة ماندلو

## وفاته
توفي في بلنسية بإقليم دروم في فرنسا حيث عاش منذ عام 1988، ودُفن في مقبرة الشهداء بالدار البيضاء في المغرب بالقرب من قبر والده، محققًا بذلك آخر أمنياته. وقد أخذ معه سر آخر كتاب كان يعمل عليه.

## وصلات خارجية
- إدريس الشرايبي على موقع IMDb (الإنجليزية)
- إدريس الشرايبي على موقع الموسوعة البريطانية (الإنجليزية)